# Big Coppitt Key
Big Coppitt Key statisztikai település az USA Florida államában, Monroe megyében. Lakosainak száma 2869 fő (2020. április 1.).

## Népesség
A település népességének változása:
| Lakosok száma | 2595 | 2458 | 2869 |
|               | 2000 | 2010 | 2020 |